# Dergaon
Dergaon là một thị xã và là nơi đặt ủy ban khu vực thị xã (town area committee) của quận Golaghat thuộc bang Assam, Ấn Độ.

## Nhân khẩu
Theo điều tra dân số năm 2001 của Ấn Độ, Dergaon có dân số 13.364 người. Phái nam chiếm 56% tổng số dân và phái nữ chiếm 44%. Dergaon có tỷ lệ 85% biết đọc biết viết, cao hơn tỷ lệ trung bình toàn quốc là 59,5%: tỷ lệ cho phái nam là 88%, và tỷ lệ cho phái nữ là 81%. Tại Dergaon, 10% dân số nhỏ hơn 6 tuổi.